# Ånimskogs distrikt
Ånimskogs distrikt är ett distrikt i Åmåls kommun och Västra Götalands län. 
Distriktet ligger vid Vänern, söder om Åmål. 

## Tidigare administrativ tillhörighet
Distriktet inrättades 2016 och utgörs av socknen Ånimskog i Åmåls kommun.
Området motsvarar den omfattning Ånimskogs församling hade vid årsskiftet 1999/2000.